# 시마지촌
시마지촌(島地村)은 야마구치현 사바군에 설치되었던 촌이다. 현재의 야마구치시에 해당한다.

## 역사
- 1889년 4월 1일 - 정촌제 시행에 의해 4촌의 구역을 가지고 성립하였다.
- 1955년 4월 1일 - 이즈모촌, 구시촌, 야사카촌, 유노촌과 합병해 도쿠지정이 성립, 동일 시마지촌은 폐지되었다.

## 참고문헌
- 角川日本地名大辞典 35 山口県